# Алябино
Алябино — деревня в Кирилловском районе Вологодской области.
Входит в состав Алёшинского сельского поселения, с точки зрения административно-территориального деления — в Ивановоборский сельсовет.
Расстояние до районного центра Кириллова по автодороге — 22,5 км, до центра муниципального образования Шиндалово по прямой — 5 км. Ближайшие населённые пункты — Чуйково, Красково, Худяково.
По данным переписи в 2002 году постоянного населения не было.